# Polinago
Polinago é uma comuna italiana da região da Emília-Romanha, província de Modena, com cerca de 1.863 habitantes. Estende-se por uma área de 53 km², tendo uma densidade populacional de 35 hab/km². Faz fronteira com Lama Mocogno, Palagano, Pavullo nel Frignano, Prignano sulla Secchia, Serramazzoni.

## Demografia
| Variação demográfica do município entre 1861 e 2011                               |
|                                                                                   |
| Fonte: Istituto Nazionale di Statistica (ISTAT) - Elaboração gráfica da Wikipedia |